# タバリー・ヘンリー
タバリー・ヘンリー（Tabarie Tahj Henry、1987年12月1日 ‐ ）は、アメリカ領ヴァージン諸島・セント・トーマス島出身で短距離走が専門の陸上競技選手。400mの44秒77をはじめ、複数種目のアメリカ領ヴァージン諸島記録保持者。2009年ベルリン世界選手権男子400mで4位、2011年大邱世界選手権男子400mで7位、2012年イスタンブール世界室内選手権男子400mで4位の実績を持つ。

## 経歴
アメリカ領ヴァージン諸島出身。6歳の時にはアメリカ合衆国のフロリダ州マイアミに移り住んでいる。陸上は高校で始め、最初は800mに取り組んだ。
2008年8月に北京オリンピック男子400mに出場すると、予選を45秒36のアメリカ領ヴァージン諸島新記録で突破し、アメリカ領ヴァージン諸島勢初となるオリンピック短距離種目のセミファイナリストとなった。準決勝でもアメリカ領ヴァージン諸島新記録となる45秒19をマークしたが、1組7着に終わり決勝には進めなかった。
2009年5月の全米短期大学選手権（NJCAA選手権）男子400mにおいて自身初の44秒台となる44秒77をマークした。
2009年8月のベルリン世界選手権男子400mに出場すると、予選を45秒14（全体2位）、準決勝を自身2度目の44秒台となる44秒97（全体9位）で突破し、全種目を通じてアメリカ領ヴァージン諸島勢初となる世界選手権のファイナリストとなった（予選ラウンドがない種目は除く）。決勝は45秒42の4位に終わり、3位のレニー・クオとは0秒40差でメダルを逃した。
2011年8月の大邱世界選手権男子400mで2大会連続の決勝に進出するも、45秒55の7位に終わった。
2012年3月のイスタンブール世界室内選手権男子400mに出場すると、予選を46秒71（全体3位）、準決勝を46秒01（全体2位）と、ともにシーズンベストで突破し、全種目を通じてアメリカ領ヴァージン諸島勢初となる世界室内選手権のファイナリストとなった。決勝でもシーズンベストとなる45秒96をマークしたが、3位のクリス・ブラウンと0秒06差の4位に終わりメダルを逃した。
2012年7-8月のロンドンオリンピックの開幕式でアメリカ領ヴァージン諸島選手団の旗手を務めた。出場した男子400mでは準決勝でシーズンベストとなる45秒19をマークしたが、1組6着に終わり決勝には進めなかった。

## 自己ベスト
記録欄の（　）内の数字は風速（m/s）で、+は追い風を意味する。
| 種目 | 記録          | 年月日         | 場所                 | 備考                           |
| 屋外 | 屋外          | 屋外           | 屋外                 | 屋外                           |
| ---- | ------------- | -------------- | -------------------- | ------------------------------ |
| 200m | 20秒71 (+1.8) | 2009年5月8日   | アーカンソー・シティ | 元アメリカ領ヴァージン諸島記録 |
| 400m | 44秒77        | 2009年5月23日  | ハッチンソン         | アメリカ領ヴァージン諸島記録   |
| 室内 |               |                |                      |                                |
| 200m | 21秒13        | 2010年1月16日  | カレッジステーション | アメリカ領ヴァージン諸島記録   |
| 400m | 45秒81        | 2010年1月30日  | カレッジステーション | アメリカ領ヴァージン諸島記録   |
| 500m | 1分01秒28     | 2011年2月4日   | ニューヨーク         | アメリカ領ヴァージン諸島記録   |
| 600m | 1分18秒73     | 2008年3月9日   | チャールストン       | アメリカ領ヴァージン諸島記録   |
| 800m | 1分53秒33     | 2011年12月10日 | カレッジステーション | アメリカ領ヴァージン諸島記録   |

## 主要大会成績
備考欄の記録は当時のもの
| 年   | 大会                                | 場所           | 種目    | 結果   | 記録            | 備考                         |
| ---- | ----------------------------------- | -------------- | ------- | ------ | --------------- | ---------------------------- |
| 2008 | 中央アメリカ・カリブ選手権 (en)     | カリ           | 200m    | 予選   | 21秒20 (+1.5)   |                              |
| 2008 | 中央アメリカ・カリブ選手権 (en)     | カリ           | 400m    | 決勝   | DNF             |                              |
| 2008 | 北中米カリブU23選手権 (en)          | トルーカ       | 200m    | 予選   | 21秒52 (-1.4)   |                              |
| 2008 | 北中米カリブU23選手権 (en)          | トルーカ       | 400m    | 2位    | 45秒37          |                              |
| 2008 | オリンピック                        | 北京           | 400m    | 準決勝 | 45秒19          | アメリカ領ヴァージン諸島記録 |
| 2009 | 中央アメリカ・カリブ選手権 (en)     | ハバナ         | 200m    | 予選   | 21秒07 (-0.2)   |                              |
| 2009 | 中央アメリカ・カリブ選手権 (en)     | ハバナ         | 4x100mR | 6位    | 39秒89 (2走)    |                              |
| 2009 | 中央アメリカ・カリブ選手権 (en)     | ハバナ         | 4x400mR | 7位    | 3分07秒05 (2走) |                              |
| 2009 | 世界選手権                          | ベルリン       | 400m    | 4位    | 45秒42          |                              |
| 2010 | 中央アメリカ・カリブ海競技大会 (en) | マヤグエス     | 400m    | 2位    | 45秒07          |                              |
| 2011 | 世界選手権                          | 大邱           | 400m    | 7位    | 45秒55          |                              |
| 2012 | 世界室内選手権                      | イスタンブール | 400m    | 4位    | 45秒96          |                              |
| 2012 | オリンピック                        | ロンドン       | 400m    | 準決勝 | 45秒19          |                              |
| 2014 | 世界室内選手権                      | ソポト         | 400m    | 予選   | 46秒87          |                              |
| 2014 | 世界リレー (en)                     | ナッソー       | 4x200mR | 予選   | 1分25秒01 (1走) | アメリカ領ヴァージン諸島記録 |
| 2015 | 世界リレー (en)                     | ナッソー       | 4x200mR | 予選   | 1分25秒31 (1走) |                              |